# Hans Kaspar Segesser von Brunegg
Hans Kaspar Segesser von Brunegg SJ (* 1. Januar 1716 in Überlingen; † 15. September 1776 in Sitten) war ein deutsch-schweizerischer Jesuit.

## Leben
Hans Kaspar IV. Christoph Sebastian, Freiherr Segesser von Brunegg, entstammte der deutschen Linie des Schweizer Ministerialengeschlechts Segesser von Brunegg. Er war ein Sohn des 1723 von Kaiser Karl VI. zum Freiherren erhobenen Kaspar Jakob Segesser von Brunegg, Erbmundschenk, Rat und Kammerherr des Fürstbischofs von Eichstätt, Herr zu Kärisholz (Karrersholz) und (seit 1717) Wartensee, und der Carolina Henriette geb. Freiin von Rauber zu Plankenstein.
Am Neujahrstag 1716 in Überlingen am Bodensee geboren, erhielt er seine Gymnasialbildung wahrscheinlich in Konstanz. 1725 wurde er Page des Bischofs zu Augsburg und nach dem Tod seines Vaters 1730 Erbschenk des Bistums Konstanz. 1731 verzichtete er als Domherr in Augsburg und Konstanz auf alle Ämter und Pfründen, um am 25. September 1731 in Landsberg in den Jesuitenorden einzutreten. Nach den philosophischen und theologischen Studien in Ingolstadt, unterbrochen von dem dazwischenliegenden mehrjährigen Magisterium, wurde er im Mai oder Juni 1746 in Eichstätt zum Priester geweiht.
Nach seinem Tertiat 1746/47 in Ebersberg bei München übernahm er 1747/48 die Logikklasse am Jesuitenkolleg Mindelheim und war zugleich Studienpräfekt. In der gleichen Eigenschaft war er von 1748 bis 1750 in Sitten tätig, wo er auch die deutschsprachigen Predigten übernahm. Hier legte er auch am 2. Februar 1749 seine Profess ab. Von 1750 bis 1752 unterrichtete er Philosophie und war Studienpräfekt in Solothurn. Danach war er in der Seelsorge tätig, zuerst 1752/53 in Luzern, 1753/54 in Neuburg. Von 1754 bis 1756 war er Professor für Moraltheologie in Luzern. Von 1756 an über die Aufhebung des Ordens 1773 hinaus bis zu seinem Tod 1776 war er Superior in Sitten (Sion), zugleich von 1757 bis 1776 deutscher Prediger an der Kathedrale Unserer Lieben Frau. Er starb 1776 in Sitten.